# 孕むまで乱れいけ〜身代わり花嫁と軍服の猛愛
『孕むまで乱れいけ〜身代わり花嫁と軍服の猛愛』（はらむまでみだれいけ みがわりはなよめとぐんぷくのもうあい）は、神崎柚による漫画作品。スクリーモの「TLスクリーモ」レーベルの作品として2022年12月5日より配信されている。

## あらすじ
麻子は、大切にしている妹・ひろ子が軍人の男・木戸との結婚話が持ち上がっていることを知り、自身が身代わりとなって結婚することを決める。

## 登場人物
木戸慎太郎
声 - 五日天峰
陸軍大尉。
遠野麻子
声 - 烏丸そら
子爵家の令嬢。勝気な性格。
遠野ひろ子
声 - 砂糖真白
麻子の妹。体が弱い。

## 書誌情報
- 神崎柚 『孕むまで乱れいけ〜身代わり花嫁と軍服の猛愛』 彗星社〈Clair TL comics〉、既刊4巻（2025年3月18日現在）
  1. 2023年10月18日発売[3]、ISBN 978-4-434-32383-6
  2. 2024年5月17日発売[4]、ISBN 978-4-434-33517-4
  3. 2024年10月18日発売[5]、ISBN 978-4-434-34260-8
  4. 2025年3月18日発売[6]、ISBN 978-4-434-35061-0

## テレビアニメ
『大正偽りブラヰダル～身代わり花嫁と軍服の猛愛』のタイトルで、2024年10月から12月までTOKYO MX・BS11にて放送中。オンエア版のほかに年齢制限のあるプレミアム版が制作され、AnimeFestaで独占配信される。

### スタッフ
- 原作 - 神崎柚[2]
- 監督 - 渡部高志[2]
- シリーズ構成 - 黒崎エーヨ[2]
- キャラクターデザイン - 元木豆子[2]
- サブキャラクターデザイン・総作画監督 - 那須玲奈[2]
- 色彩設計 - 川延彼方[2]
- 美術設定 - まかろん[2]
- 美術監督 - MoonRiver
- 撮影監督 - 鳳凰院修羅苦羅、友沢匠人[2]
- 編集 - 新海コウキ[2]
- 音響監督 - 雨桑みくも[2]
- 音響制作 - スタジオマウス[2]
- 企画・プロデュース - 夏澤まつり
- プロデューサー - 後藤礼雅
- アニメーションプロデューサー - ぷろれす大好きスーパーHaRuNaちゃん
- アニメーション制作 - studio HōKIBOSHI[2]
- 製作 - 彗星社[2]

### 主題歌
「戀情カメリア」
木戸慎太郎（五日天峰）による主題歌。作詞はG-zass、作曲・編曲はかねこかずきとジョーカーサウンズ、監修は小林達矢。

### 各話リスト
| 話数  | サブタイトル                              | 脚本       | 絵コンテ       | 演出       | 作画監督                              | 初放送日       |
| ----- | ----------------------------------------- | ---------- | -------------- | ---------- | ------------------------------------- | -------------- |
| 第1話 | 邂逅―妹の代わりに俺の子を産んでもらおうか | 黒崎エーヨ | 渡部高志       | 志水慎一   | 松本勝次 大飛龍狂一 森悦史            | 2024年 10月7日 |
| 第2話 | 祝言―その身一つで俺の妻だ                 | 黒崎エーヨ | 佐々木純人     | 志水慎一   | EN.studio 玉里栄二                    | 10月14日       |
| 第3話 | 新婚―俺だけが知っていればいい             | 黒崎エーヨ | 佐々木純人     | 佐々木純人 | 三沢聖矢 服部憲知 デファー            | 10月21日       |
| 第4話 | 覚悟―俺の命をかけて                       | 黒崎エーヨ | 佐々木純人     | 佐々木純人 | 服部憲知 デファー                     | 11月4日        |
| 第5話 | 嫉妬―存分にほしがれ、俺はお前の男だ       | 黒崎エーヨ | 昆野比遊太     | 神原敏昭   | 龍青三 西川真人                       | 11月11日       |
| 第6話 | 軋轢―女ではなく私の妻です                 | 黒崎エーヨ | 昆野比遊太     | 神原敏昭   | 森悦史 片岡恵美子 櫻井拓郎            | 11月18日       |
| 第7話 | 過去―今のお前だけで十分だ                 | 黒崎エーヨ | みうらさぶろう | 則座誠     | げきあつくん 白樺鳰 ペギースー 佐野勝 | 12月2日        |
| 第8話 | 未来―ずっと家族になりたかった             | 黒崎エーヨ | みうらさぶろう | 則座誠     | こうのけいこ 利根川渡 郡司智一        | 12月9日        |

### 放送・配信
TOKYO MX・BS11にて、2024年10月7日から12月9日まで、月曜1時から1時5分（日曜深夜）に放送。
放送前週には「新番組『大正偽りブラヰダル～身代わり花嫁と軍服の猛愛』特番～木戸大尉の特別報告ならびに初出し映像！」を放送。番外編として、3話翌週には第1話のオーディオコメンタリー、6話翌週には総集編を放送。
インターネットでは、独占配信となるプレミアム版を含めてAnimeFestaにて先行配信され、dアニメストア、YouTube、ビデオマーケット、music.jp、カンテレドーガ、FOD、DMM TV、niconico、アニメタイムズ、Lemino、ふらっと動画でも10月7日より配信。